# Burnham-on-Crouch
Burnham-on-Crouch är en ort och civil parish i Maldon i Storbritannien. Den ligger i grevskapet Essex och riksdelen England, i den sydöstra delen av landet, 70 km öster om huvudstaden London. Burnham-on-Crouch ligger 16 meter över havet och antalet invånare är 7 806.
Terrängen runt Burnham-on-Crouch är platt. Havet är nära Burnham-on-Crouch åt sydost.  Närmaste större samhälle är Southend-on-Sea, 12,6 km sydväst om Burnham-on-Crouch. Trakten runt Burnham-on-Crouch består till största delen av jordbruksmark.
Klimatet i området är tempererat. Årsmedeltemperaturen i trakten är 10 °C. Den varmaste månaden är juli, då medeltemperaturen är 20 °C, och den kallaste är februari, med 2 °C.